# Юрий Маслюков (земснаряд)
Юрий Маслюков (земснаряд) – споруджений у 2020 році на замовлення російської компанії «Росморпорт» землесосний самовідвізний снаряд (trailing suction hopper dredger, TSHD). 

## Характеристики
Корабель спорудили на Онезькому суднобудівному-судноремонтному заводі, при цьому він став третім у серії земснарядів для «Росморпорту», що спорудили за проектом TSHD 2000 від нідерландської компанії Damen (та першим серед них спорудженим в Росії).
Земснаряд призначений для робіт на глибинах до 22 метрів, а для відвезення вибраного грунту використовується трюм об’ємом 2000 м3. 
Силова установка потужністю базується на двох двигунах Caterpillar 3512C потужністю по 1,04 МВт.

## Завдання судна
З 2020-го року «Юрий Маслюков» узявся за виконання робіт на Балтиці та станом на грудень 2022-го ще ні разу не полишав це море (хоча був приписаний до порту Архангельськ), при цьому він здійснював експлуатаційне днопоглиблення у акваторіях портів Калінінград, Балтійськ, Усть-Луга та Санкт-Петербург.